# Kenza Tazi
Kenza Tazi (ur. 6 lutego 1996 w Bostonie) – marokańska narciarka alpejska, uczestniczka igrzysk olimpijskich w Soczi.
W latach 2015–2019 Tazi studiowała fizykę na Imperial College London.

## Osiągnięcia

### Igrzyska olimpijskie
| Miejsce | Dzień     | Rok  | Miejscowość | Konkurencja | Czas biegu | Strata | Zwycięzca        |
| ------- | --------- | ---- | ----------- | ----------- | ---------- | ------ | ---------------- |
| 62.     | 18 lutego | 2014 | Soczi       | Gigant      | 2:36,87    | +32,92 | Tina Maze        |
| 45.     | 21 lutego | 2014 | Soczi       | Slalom      | 1:44,54    | +32,61 | Mikaela Shiffrin |

### Mistrzostwa świata juniorów
| Miejsce | Dzień     | Rok  | Miejscowość | Konkurencja | Czas biegu | Strata | Zwycięzca            |
| ------- | --------- | ---- | ----------- | ----------- | ---------- | ------ | -------------------- |
| DNS1    | 21 lutego | 2013 | Québec      | Slalom      | 1:52,10    | -      | Magdalena Fjällström |